# Фудбалска репрезентација Уганде
Фудбалска репрезентација Уганде (енгл. Uganda national football team; свах. Timu ya Taifa ya Kandanda ya Uganda) национални је фудбалски тим који на међународној фудбалској сцени представља афричку државу Уганду. Делује под ингеренцијом Федерације фудбалских асоцијација Уганде (скраћено ФУФА) основане 1924, а пуноправног члана ФИФА и КАФ од 1960, односно 1961. године.
Репрезентација је позната под надимком The Cranes (Ждралови), националне боје су жута, црвена и црна, а своје домаће утакмице тим игра у граду Кира на Националном стадиону Мандела капацитета око 45.200 места. ФИФА кôд земље је UGA. Најбољи пласман на ФИФа ранг листи репрезентација Уганде остварила је у јануару 2016. када је заузимала 62. место, док је најлошији пласман имала током јула 2002. када је заузимала 121. место.
Репрезентација Уганде се у досадашњој историји никада није пласирала на неко од светских првенстава, док је на континенталном Афричком купу нација учествовала 6 пута, а најбољи пласман остварили су КАН 1978. где су освојили друго место.

## Резултати на светским првенствима
| ФИФА светско првенство | ФИФА светско првенство       | ФИФА светско првенство       | ФИФА светско првенство       | ФИФА светско првенство       | ФИФА светско првенство       | ФИФА светско првенство       | ФИФА светско првенство       | ФИФА светско првенство       |                              | Квалификације за светска првенства | Квалификације за светска првенства | Квалификације за светска првенства | Квалификације за светска првенства | Квалификације за светска првенства | Квалификације за светска првенства |
| Година                 | Коло                         | Пласман                      | Ут                           | П                            | Н                            | И                            | Гол+                         | Гол-                         | Ут                           | П                                  | Н                                  | И                                  | Гол+                               | Гол-                               |                                    |
| ---------------------- | ---------------------------- | ---------------------------- | ---------------------------- | ---------------------------- | ---------------------------- | ---------------------------- | ---------------------------- | ---------------------------- | ---------------------------- | ---------------------------------- | ---------------------------------- | ---------------------------------- | ---------------------------------- | ---------------------------------- | ---------------------------------- |
| 1930−1974.             | Нису учествовали             | Нису учествовали             | Нису учествовали             | Нису учествовали             | Нису учествовали             | Нису учествовали             | Нису учествовали             | Нису учествовали             | Нису учествовали             | Нису учествовали                   | Нису учествовали                   | Нису учествовали                   | Нису учествовали                   | Нису учествовали                   |                                    |
| 1978.                  | Нису се квалификовали        | Нису се квалификовали        | Нису се квалификовали        | Нису се квалификовали        | Нису се квалификовали        | Нису се квалификовали        | Нису се квалификовали        | Нису се квалификовали        | 2                            | 1                                  | 0                                  | 1                                  | 3                                  | 4                                  |                                    |
| 1982.                  | Одустали од наступа          | Одустали од наступа          | Одустали од наступа          | Одустали од наступа          | Одустали од наступа          | Одустали од наступа          | Одустали од наступа          | Одустали од наступа          | Одустали од наступа          | Одустали од наступа                | Одустали од наступа                | Одустали од наступа                | Одустали од наступа                | Одустали од наступа                |                                    |
| 1986.                  | Нису се квалификовали        | Нису се квалификовали        | Нису се квалификовали        | Нису се квалификовали        | Нису се квалификовали        | Нису се квалификовали        | Нису се квалификовали        | Нису се квалификовали        | 2                            | 1                                  | 0                                  | 1                                  | 1                                  | 3                                  |                                    |
| 1990.                  | Нису се квалификовали        | Нису се квалификовали        | Нису се квалификовали        | Нису се квалификовали        | Нису се квалификовали        | Нису се квалификовали        | Нису се квалификовали        | Нису се квалификовали        | 2                            | 1                                  | 0                                  | 1                                  | 2                                  | 3                                  |                                    |
| 1994.                  | Одустали током квалификација | Одустали током квалификација | Одустали током квалификација | Одустали током квалификација | Одустали током квалификација | Одустали током квалификација | Одустали током квалификација | Одустали током квалификација | Одустали током квалификација | Одустали током квалификација       | Одустали током квалификација       | Одустали током квалификација       | Одустали током квалификација       | Одустали током квалификација       |                                    |
| 1998.                  | Нису се квалификовали        | Нису се квалификовали        | Нису се квалификовали        | Нису се квалификовали        | Нису се квалификовали        | Нису се квалификовали        | Нису се квалификовали        | Нису се квалификовали        | 2                            | 0                                  | 0                                  | 2                                  | 1                                  | 5                                  |                                    |
| 2002.                  | Нису се квалификовали        | Нису се квалификовали        | Нису се квалификовали        | Нису се квалификовали        | Нису се квалификовали        | Нису се квалификовали        | Нису се квалификовали        | Нису се квалификовали        | 2                            | 0                                  | 1                                  | 1                                  | 4                                  | 7                                  |                                    |
| 2006.                  | Нису се квалификовали        | Нису се квалификовали        | Нису се квалификовали        | Нису се квалификовали        | Нису се квалификовали        | Нису се квалификовали        | Нису се квалификовали        | Нису се квалификовали        | 12                           | 3                                  | 2                                  | 7                                  | 10                                 | 18                                 |                                    |
| 2010.                  | Нису се квалификовали        | Нису се квалификовали        | Нису се квалификовали        | Нису се квалификовали        | Нису се квалификовали        | Нису се квалификовали        | Нису се квалификовали        | Нису се квалификовали        | 6                            | 3                                  | 1                                  | 2                                  | 8                                  | 9                                  |                                    |
| 2014.                  | Нису се квалификовали        | Нису се квалификовали        | Нису се квалификовали        | Нису се квалификовали        | Нису се квалификовали        | Нису се квалификовали        | Нису се квалификовали        | Нису се квалификовали        | 6                            | 2                                  | 2                                  | 2                                  | 5                                  | 6                                  |                                    |
| 2018.                  | Нису се квалификовали        | Нису се квалификовали        | Нису се квалификовали        | Нису се квалификовали        | Нису се квалификовали        | Нису се квалификовали        | Нису се квалификовали        | Нису се квалификовали        | 8                            | 4                                  | 3                                  | 1                                  | 7                                  | 2                                  |                                    |
| 2022.                  | Биће одлучено                | Биће одлучено                | Биће одлучено                | Биће одлучено                | Биће одлучено                | Биће одлучено                | Биће одлучено                | Биће одлучено                | Биће одлучено                | Биће одлучено                      | Биће одлучено                      | Биће одлучено                      | Биће одлучено                      | Биће одлучено                      |                                    |
| 2026.                  | Биће одлучено                | Биће одлучено                | Биће одлучено                | Биће одлучено                | Биће одлучено                | Биће одлучено                | Биће одлучено                | Биће одлучено                | Биће одлучено                | Биће одлучено                      | Биће одлучено                      | Биће одлучено                      | Биће одлучено                      | Биће одлучено                      |                                    |
| Укупно                 |                              | 0/21                         |                              |                              |                              |                              |                              |                              | 42                           | 15                                 | 9                                  | 18                                 | 42                                 | 47                                 |                                    |

## Афрички куп нација
| Успеси на Афричком купу нација | Успеси на Афричком купу нација | Успеси на Афричком купу нација | Успеси на Афричком купу нација | Успеси на Афричком купу нација | Успеси на Афричком купу нација | Успеси на Афричком купу нација | Успеси на Афричком купу нација | Успеси на Афричком купу нација |
| Година                         | Коло                           | Пласман                        | Ут                             | П                              | Н                              | И                              | Гол+                           | Гол-                           |
| ------------------------------ | ------------------------------ | ------------------------------ | ------------------------------ | ------------------------------ | ------------------------------ | ------------------------------ | ------------------------------ | ------------------------------ |
| 1957−1959.                     | Нису учествовали               | Нису учествовали               | Нису учествовали               | Нису учествовали               | Нису учествовали               | Нису учествовали               | Нису учествовали               | Нису учествовали               |
| 1962.                          | полуфинале                     | 4/4                            | 2                              | 0                              | 0                              | 2                              | 1                              | 5                              |
| 1963.                          | Одустали од квалификација      | Одустали од квалификација      | Одустали од квалификација      | Одустали од квалификација      | Одустали од квалификација      | Одустали од квалификација      | Одустали од квалификација      | Одустали од квалификација      |
| 1965.                          | Нису се квалификовали          | Нису се квалификовали          | Нису се квалификовали          | Нису се квалификовали          | Нису се квалификовали          | Нису се квалификовали          | Нису се квалификовали          | Нису се квалификовали          |
| 1968.                          | Групна фаза                    | 8/8                            | 3                              | 0                              | 0                              | 3                              | 2                              | 8                              |
| 1970.                          | Нису се квалификовали          | Нису се квалификовали          | Нису се квалификовали          | Нису се квалификовали          | Нису се квалификовали          | Нису се квалификовали          | Нису се квалификовали          | Нису се квалификовали          |
| 1972.                          | Нису се квалификовали          | Нису се квалификовали          | Нису се квалификовали          | Нису се квалификовали          | Нису се квалификовали          | Нису се квалификовали          | Нису се квалификовали          | Нису се квалификовали          |
| 1974.                          | Групна фаза                    | 6/8                            | 3                              | 0                              | 1                              | 2                              | 3                              | 5                              |
| 1976.                          | Групна фаза                    | 8/8                            | 3                              | 0                              | 0                              | 3                              | 2                              | 6                              |
| 1978.                          | Финале                         | 2/8                            | 5                              | 3                              | 0                              | 2                              | 9                              | 7                              |
| 1980.                          | Одустали од квалификација      | Одустали од квалификација      | Одустали од квалификација      | Одустали од квалификација      | Одустали од квалификација      | Одустали од квалификација      | Одустали од квалификација      | Одустали од квалификација      |
| 1982.                          | Одустали од квалификација      | Одустали од квалификација      | Одустали од квалификација      | Одустали од квалификација      | Одустали од квалификација      | Одустали од квалификација      | Одустали од квалификација      | Одустали од квалификација      |
| 1984.                          | Нису се квалификовали          | Нису се квалификовали          | Нису се квалификовали          | Нису се квалификовали          | Нису се квалификовали          | Нису се квалификовали          | Нису се квалификовали          | Нису се квалификовали          |
| 1986.                          | Нису се квалификовали          | Нису се квалификовали          | Нису се квалификовали          | Нису се квалификовали          | Нису се квалификовали          | Нису се квалификовали          | Нису се квалификовали          | Нису се квалификовали          |
| 1988.                          | Нису се квалификовали          | Нису се квалификовали          | Нису се квалификовали          | Нису се квалификовали          | Нису се квалификовали          | Нису се квалификовали          | Нису се квалификовали          | Нису се квалификовали          |
| 1990.                          | Одустали од квалификација      | Одустали од квалификација      | Одустали од квалификација      | Одустали од квалификација      | Одустали од квалификација      | Одустали од квалификација      | Одустали од квалификација      | Одустали од квалификација      |
| 1992.                          | Нису се квалификовали          | Нису се квалификовали          | Нису се квалификовали          | Нису се квалификовали          | Нису се квалификовали          | Нису се квалификовали          | Нису се квалификовали          | Нису се квалификовали          |
| 1994.                          | Нису се квалификовали          | Нису се квалификовали          | Нису се квалификовали          | Нису се квалификовали          | Нису се квалификовали          | Нису се квалификовали          | Нису се квалификовали          | Нису се квалификовали          |
| 1996.                          | Нису се квалификовали          | Нису се квалификовали          | Нису се квалификовали          | Нису се квалификовали          | Нису се квалификовали          | Нису се квалификовали          | Нису се квалификовали          | Нису се квалификовали          |
| 1998.                          | Нису се квалификовали          | Нису се квалификовали          | Нису се квалификовали          | Нису се квалификовали          | Нису се квалификовали          | Нису се квалификовали          | Нису се квалификовали          | Нису се квалификовали          |
| 2000.                          | Нису се квалификовали          | Нису се квалификовали          | Нису се квалификовали          | Нису се квалификовали          | Нису се квалификовали          | Нису се квалификовали          | Нису се квалификовали          | Нису се квалификовали          |
| 2002.                          | Нису се квалификовали          | Нису се квалификовали          | Нису се квалификовали          | Нису се квалификовали          | Нису се квалификовали          | Нису се квалификовали          | Нису се квалификовали          | Нису се квалификовали          |
| 2004.                          | Нису се квалификовали          | Нису се квалификовали          | Нису се квалификовали          | Нису се квалификовали          | Нису се квалификовали          | Нису се квалификовали          | Нису се квалификовали          | Нису се квалификовали          |
| 2006.                          | Нису се квалификовали          | Нису се квалификовали          | Нису се квалификовали          | Нису се квалификовали          | Нису се квалификовали          | Нису се квалификовали          | Нису се квалификовали          | Нису се квалификовали          |
| 2008.                          | Нису се квалификовали          | Нису се квалификовали          | Нису се квалификовали          | Нису се квалификовали          | Нису се квалификовали          | Нису се квалификовали          | Нису се квалификовали          | Нису се квалификовали          |
| 2010.                          | Нису се квалификовали          | Нису се квалификовали          | Нису се квалификовали          | Нису се квалификовали          | Нису се квалификовали          | Нису се квалификовали          | Нису се квалификовали          | Нису се квалификовали          |
| 2012.                          | Нису се квалификовали          | Нису се квалификовали          | Нису се квалификовали          | Нису се квалификовали          | Нису се квалификовали          | Нису се квалификовали          | Нису се квалификовали          | Нису се квалификовали          |
| 2013.                          | Нису се квалификовали          | Нису се квалификовали          | Нису се квалификовали          | Нису се квалификовали          | Нису се квалификовали          | Нису се квалификовали          | Нису се квалификовали          | Нису се квалификовали          |
| 2015.                          | Нису се квалификовали          | Нису се квалификовали          | Нису се квалификовали          | Нису се квалификовали          | Нису се квалификовали          | Нису се квалификовали          | Нису се квалификовали          | Нису се квалификовали          |
| 2017.                          | Групна фаза                    | 13/16                          | 3                              | 0                              | 1                              | 2                              | 1                              | 3                              |
| 2019.                          | Будући догађај                 | Будући догађај                 | Будући догађај                 | Будући догађај                 | Будући догађај                 | Будући догађај                 | Будући догађај                 | Будући догађај                 |
| 2021.                          | Будући догађај                 | Будући догађај                 | Будући догађај                 | Будући догађај                 | Будући догађај                 | Будући догађај                 | Будући догађај                 | Будући догађај                 |
| 2023.                          | Будући догађај                 | Будући догађај                 | Будући догађај                 | Будући догађај                 | Будући догађај                 | Будући догађај                 | Будући догађај                 | Будући догађај                 |
| Укупно                         | −                              | 6/31                           | 19                             | 3                              | 2                              | 14                             | 18                             | 34                             |

## Списак селектора
- Алан Роџерс (1965–1966)
- Роберт Киберу (1966–1969)
- Буркхард Папе (1969–1972)
- Дејвид Оти (1973–1974)
- Ото Вестерхоф (1974–1975)
- Питер Оки (1976–1981)
- Биданди Сали (1982)
- Питер Оки (1983)
- Џорџ Мукаса (1984–1985)
- Барнабас Мвесига (1986–1988)
- Роберт Киберу (1988–1989)
- Поли Оума (1989–1995)
- Тимоти Ајиеко (1995–1996)
- Асуман Лубова (1996–1999)
- Пол Хасуле (1999)
- Херисон Окагбуе (1999–2001)
- Пол Хасуле (2001–2003)
- Педро Паскули (2003)
- Лео Адри (2003–2004)
- Мајк Мутеби (2004)
- Мохамед Абас (2004–2006)
- Чаба Ласло (2006–2008)
- Боби Вилијамсон (2008–2013)
- Милутин Средојевић (2013–2017)
- Моузес Басена (в.д. 2017)
- Себастијан Десабр (2017–)